# Corporación de Asistencia Judicial
Las Corporaciones de Asistencia Judicial (CAJ) son los organismos públicos chilenos encargados de proveer de defensa judicial gratuita a quienes no pueden pagar por ella, en cumplimiento del mandato de la Constitución Política de Chile que garantiza un acceso igualitario a la justicia a todos los ciudadanos (artículo 19 N.º 3 de dicho texto). Administrativamente dependen del Ministerio de Justicia y Derechos Humanos, quien provee los fondos para su funcionamiento.
Las usuarias y usuarios son atendidos por profesionales de amplia trayectoria y preparación y, también, por postulantes (abogadas y abogados que realizan su práctica profesional), quienes son asistidos, supervisados y evaluados por abogados de planta. Los postulantes son estudiantes egresados o licenciados de la carrera de Derecho de alguna universidad reconocida por el Estado a la fecha de iniciar su práctica. Esta práctica profesional gratuita y obligatoria, por un período de seis meses continuos, es un requisito esencial para poder obtener el título de abogado, otorgado por la Corte Suprema de Justicia de Chile.
Su historia se remonta a los antiguos consultorios jurídicos mantenidos por el Colegio de Abogados de Chile, los que fueron refundidos en este organismo en 1980, por la Ley N.º 17.995, y de los cuales son sucesores.

## Estructura
Existen cuatro corporaciones autónomas:
- CAJ de Tarapacá (con competencia en las regiones de Arica y Parinacota, de Tarapacá y Antofagasta);
- CAJ de Valparaíso (con competencia en las regiones de Atacama, Coquimbo  y Valparaíso);
- CAJ Metropolitana (con competencia sobre las regiones de O'Higgins, Maule, Magallanes y Metropolitana); y
- CAJ del Bío Bío (con competencia sobre las regiones de Ñuble, Bio Bío, Araucanía, de los Lagos, Aysén y de los Ríos).

El Presidente de cada CAJ es el seremi de Justicia de Iquique, Valparaíso, Santiago o Concepción, respectivamente. El presidente, con el acuerdo de los miembros del Consejo Directivo de la Corporación, puede nombrar o remover al director general de la misma, quien es el jefe del servicio.

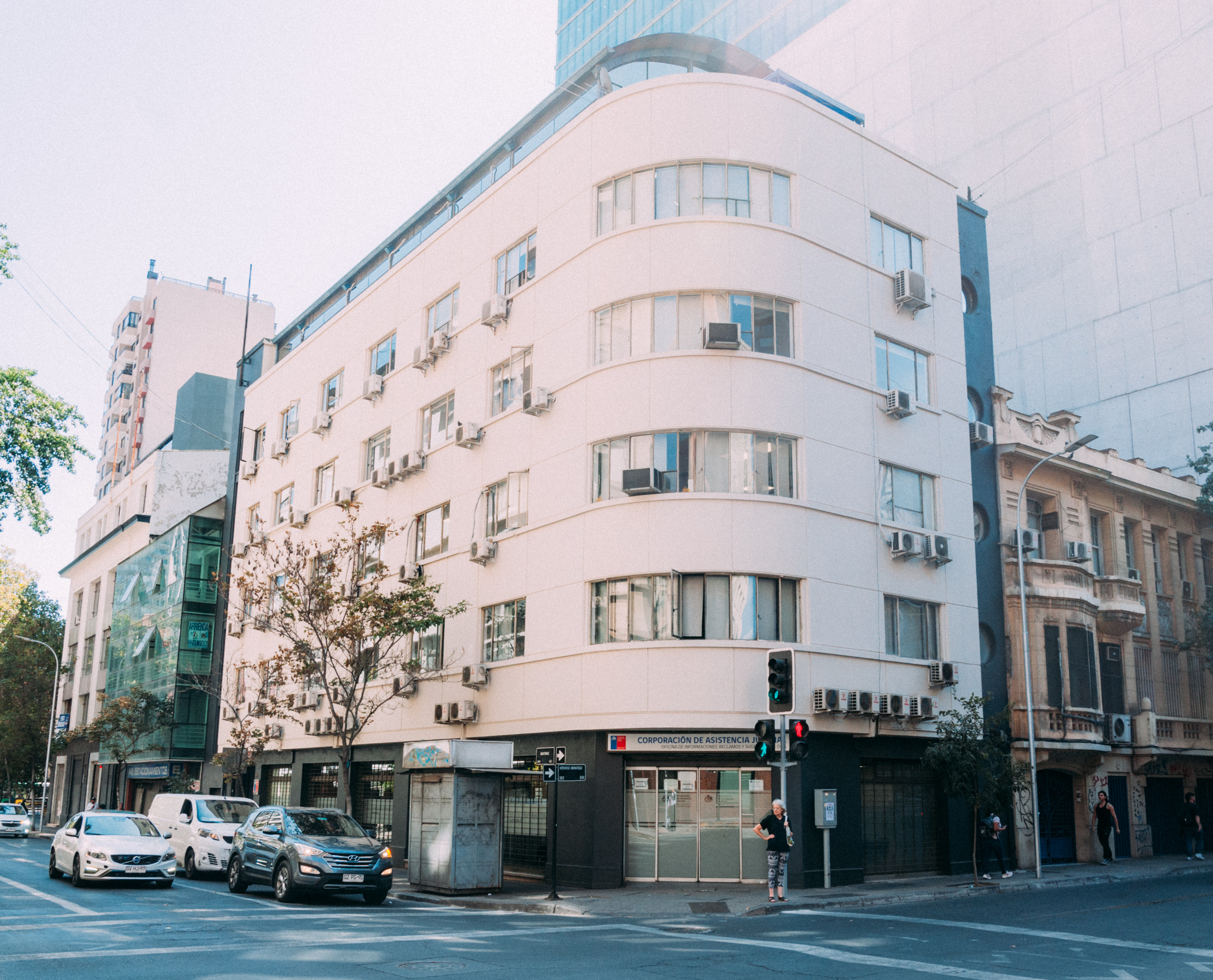
Sede de la Corporación de Asistencia Judicial en Santiago.

## Autoridades

### Directores generales metropolitanos
- Jorge Barceló Pinto (1979)
- Sergio Correa Mujica (interino, 1980-1981)
- Enrique Tornero Figueroa (1981-1989)
- Dora Silva Letelier (1990-1994)
- Benito Mauriz Aymerich (1994-1996)
- Jaime Arellano Quintana (1997-1999)
- Juan Carlos Vio Deconick (2000-2001)
- María Eugenia Jaña Saavedra (2002-2003)
- Paula Correa Camus (2004-2006)
- Alejandra Krauss Valle (2007-2010)
- Claudio Valdivia Rivas (2010-2013)
- Rodrigo Moya Oyaneder (2013-2014)
- Osvaldo Soto Valdivia (2014-2015)
- Paulo Quezada Alese (2015)
- Alejandro Jiménez Mardones (2015-2018)
- Alejandro Díaz Letelier (2018-2023)
- Rodrigo Mora Ortega (2023-presente)